# Mix & Remix

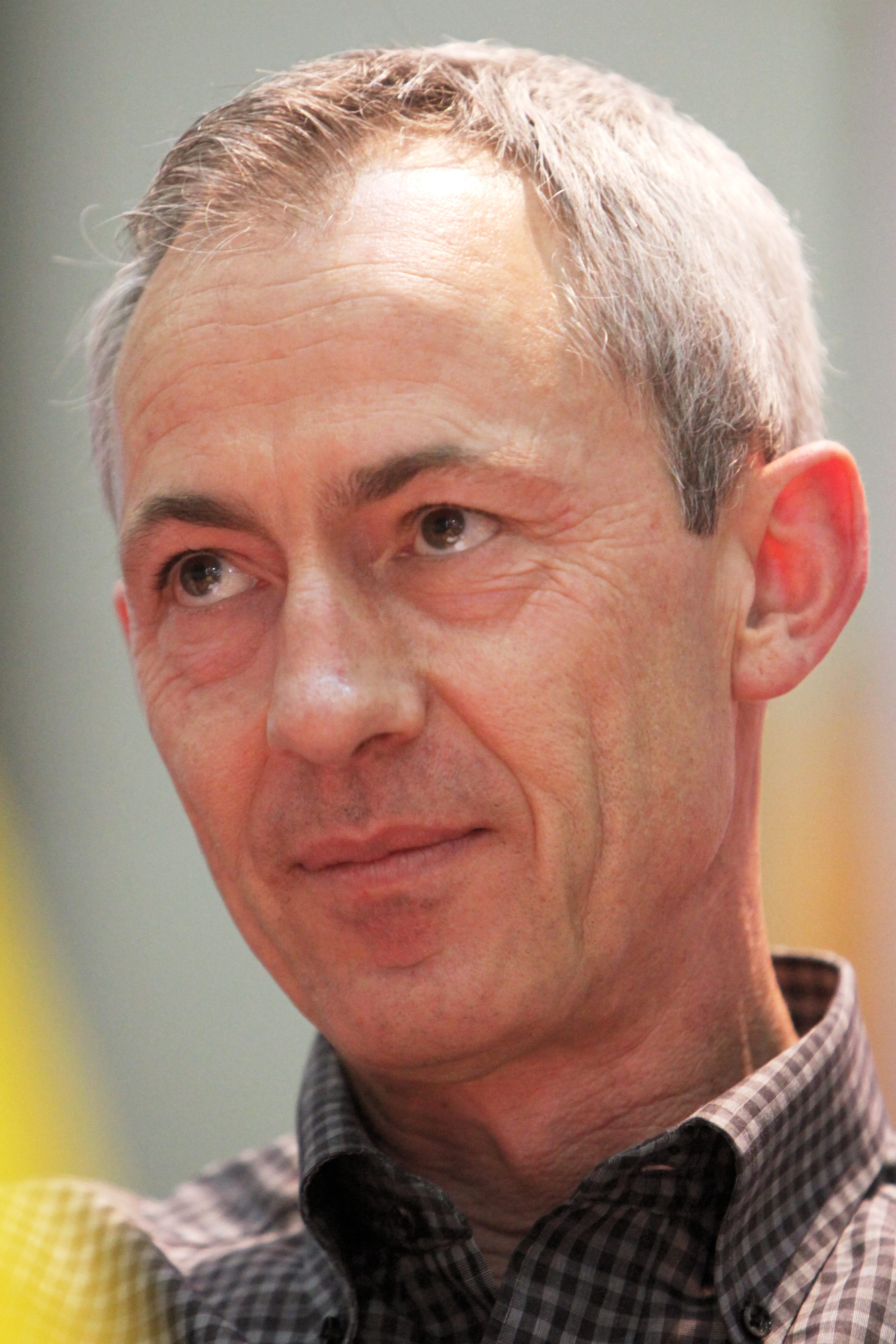
Mix & Remix am Buchsalon 2011 in Genf.

Mix & Remix, bürgerlich Philippe Becquelin (* 6. April 1958 in Saint-Maurice VS; † 19. Dezember 2016), war ein Schweizer Cartoonist und Illustrator. Er erstellte zum aktuellen Zeitgeschehen zahlreiche Karikaturen, unter anderem für L’Hebdo, und er arbeitete beim Westschweizer TV-Magazin Infrarouge.

## Werdegang
Philippe Becquelin, dessen Vater begeisterter Leser von Comics war, begann schon in seiner Kindheit mit dem Zeichnen. Er besuchte das Gymnasium von Saint-Maurice, brach die schulische Bildung aber ein Jahr vor der Maturität ab. Sechs Monate lang besuchte er die Kunsthochschule in Sion und erlangte 1984 ein Diplom der Malerei an der Kantonalen Kunsthochschule in Lausanne. Da er seine Bilder zusammen mit seiner im selben Jahr kennengelernten Ehefrau realisierte, wählten sie das Pseudonym Mix & Remix. Nach Aufgabe der Malerei führte er diesen Künstlernamen weiter.
Becquelin begann eine Zusammenarbeit mit Frédéric Pajak, um die Wochenzeitung L’Eternité zu illustrieren; diese erschien während sechs Monaten. Der Einfluss durch Pajak, der in ihm «den einzigen Westschweizer Zeichner, der eine Sprache besitzt» sah, brachte ihn zum satirischen Zeichnen. Becquelin gestaltete für die Wochenzeitung L’Hebdo von 1992 bis 1998 den Cartoon Histoires mécaniques, bevor er sich zeichnerisch zum Zeitgeschehen äusserte.
Nach einer Beschäftigung als Lagerist in einem Plüschwaren-Importgeschäft und in einer T-Shirt-Druckerei arbeitete er von 1991 bis 2001 auf dem Uhrturm der Lausanner Notre-Dame-Kathedrale – er rief jede Nacht, zwischen 22 und 2 Uhr, die Uhrzeit in alle vier Himmelsrichtungen aus. Diese seit 1405 bestehende Tradition geht auf die Brandwache zurück: «C’est le guet, il a sonné dix!» – «Es ist der Nachtwächter, es hat zehn geschlagen!»
Es gelang ihm sodann, vom Zeichnen zu leben. Er erhielt 1995 einen Förderpreis des Kantons Wallis und verantwortete seit 1998 eine ganze Seite der Zeitung L’Hebdo. Er illustrierte für den Lausanner Lehrbuchverlag «Éditions Loisirs et Pédagogie» (LEP) die Buchreihe Comprendre la Suisse; einzelne Bände sind auch auf Deutsch erschienen. 2013 erhielt der Verlag dafür den «Demokratiepreis» der Neuen Helvetischen Gesellschaft. Seit 2013 zeichnete er auch für die Sonntagsausgabe von Le Matin. Weitere Engagements ergaben sich unter anderem für die Tageszeitung Le Courrier und die italienische Wochenzeitung Internazionale. 2016 wurde er mit dem «Prix du rayonnement» der Waadtländer Kulturstiftung ausgezeichnet.
Mix & Remix verstarb 2016 an Bauchspeicheldrüsenkrebs. Seine Familie machte seinen Tod am Morgen des 20. Dezember mit einem seiner Cartoons bekannt: «Sie haben noch drei Monate zu leben.» – «Drei Monate?!… das ist lang!»

## Werke (Auswahl)
- Mekano. Edition Moderne, Zürich 1995, ISBN 3-907010-88-4.
- Environnement construit, deutsch: Umwelt und Baukultur. LEP, Le Mont-sur-Lausanne 2006, ISBN 978-2-606-01208-3.
- Institutions politiques suisses, deutsch: Schweiz in Sicht. Lehrmittelverlag, Zürich 2006, ISBN 3-03713-182-9.
- Histoire suisse, deutsch: Auf zur Schweiz. Lehrmittelverlag, Zürich 2008, ISBN 978-3-03713-317-0.
- Économie suisse, deutsch: Auf und ab. Lehrmittelverlag, Zürich 2010, ISBN 978-3-03713-401-6.
- Institutions politiques européennes, deutsch: Europa Kompakt. Lehrmittelverlag, Zürich 2011, ISBN 978-3-03713-590-7.
- Géographie de la Suisse, deutsch: Stadt Land Schweiz. Lehrmittelverlag, Zürich 2013, ISBN 978-3-03713-669-0.
- La santé en Suisse, deutsch: Gesundheit Schweiz. Lehrmittelverlag, Zürich 2014, ISBN 978-3-03713-679-9.
- Les religions et leurs pratiques en Suisse, deutsch: Religionen in der Schweiz. Lehrmittelverlag, Zürich 2015, ISBN 978-3-03713-689-8.